# Театры Красноярска

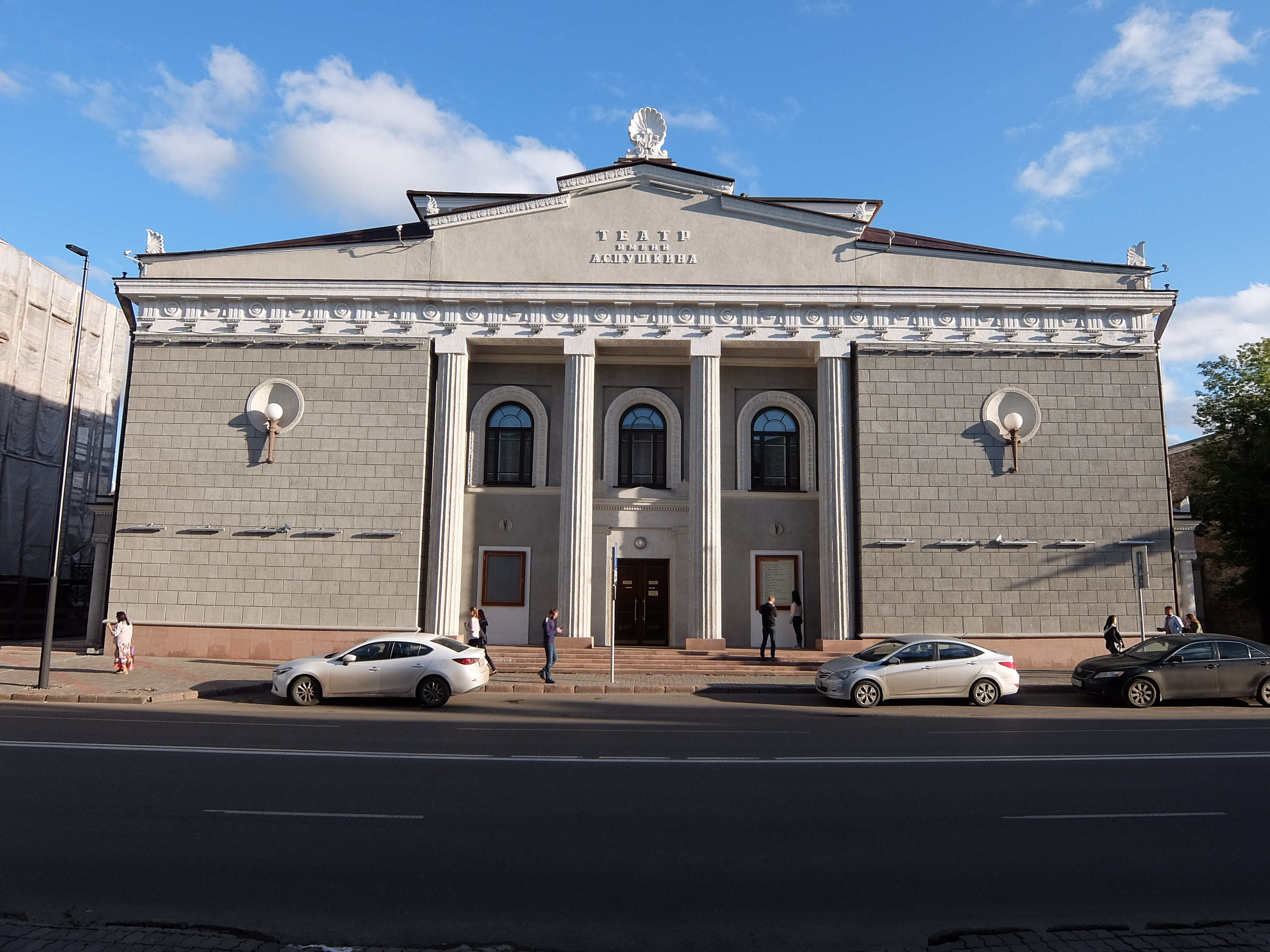
Красноярский драматический театр имени А. С. Пушкина

Красноярск — крупнейший культурный и театральный центр Восточной Сибири.
Первое выступление профессионального театра состоялось в Красноярске в середине XIX века: в сентябре 1852 года труппой заезжих гастролёров под антрепризой Петрова был поставлен водевиль Ленского «Час в тюрьме, или в чужом пиру похмелье».
В мае 1878 года было построено здание театра на Театральной площади.

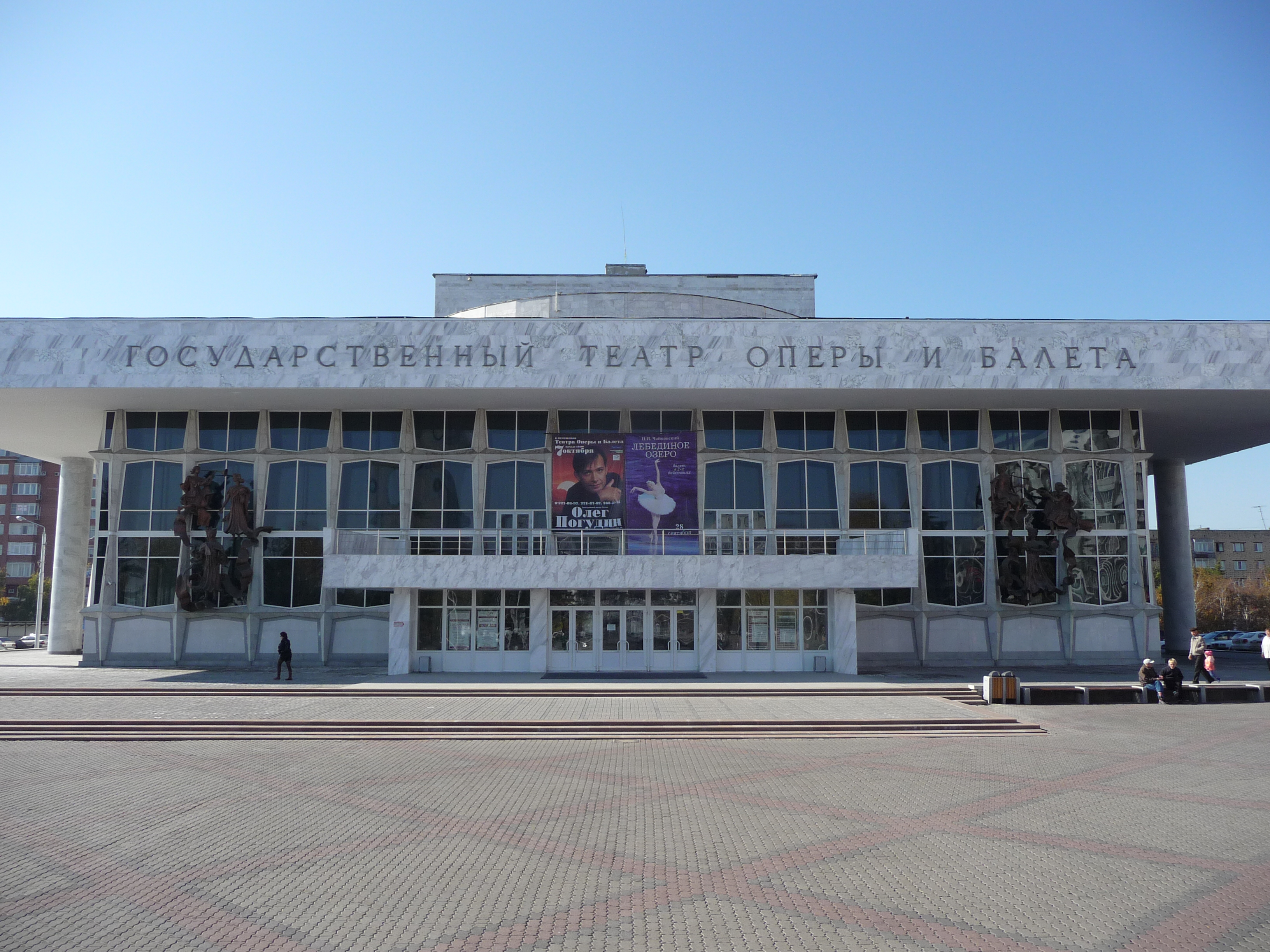
Красноярский государственный театр оперы и балета имени Д. А. Хворостовского

В 1897 году труппой В. И. Розанова было представлены публике оперы «Русалка» А. Даргомыжского, «Галька» С. Монюшко, «Жизнь за царя» М. Глинки, «Аскольдова могила» А. Верстовского, «Мазепа» П. Чайковского, «Паяцы» Р. Леонкавалло, «Фауст» Ш. Гуно, «Самсон и Далила» К. Сен-Санса, «Трубадур» Д. Верди и несколько оперетт.
В ночь с 14 на 15 октября 1898 года здание театра сгорело; было построено новое здание на Воскресенской улице.

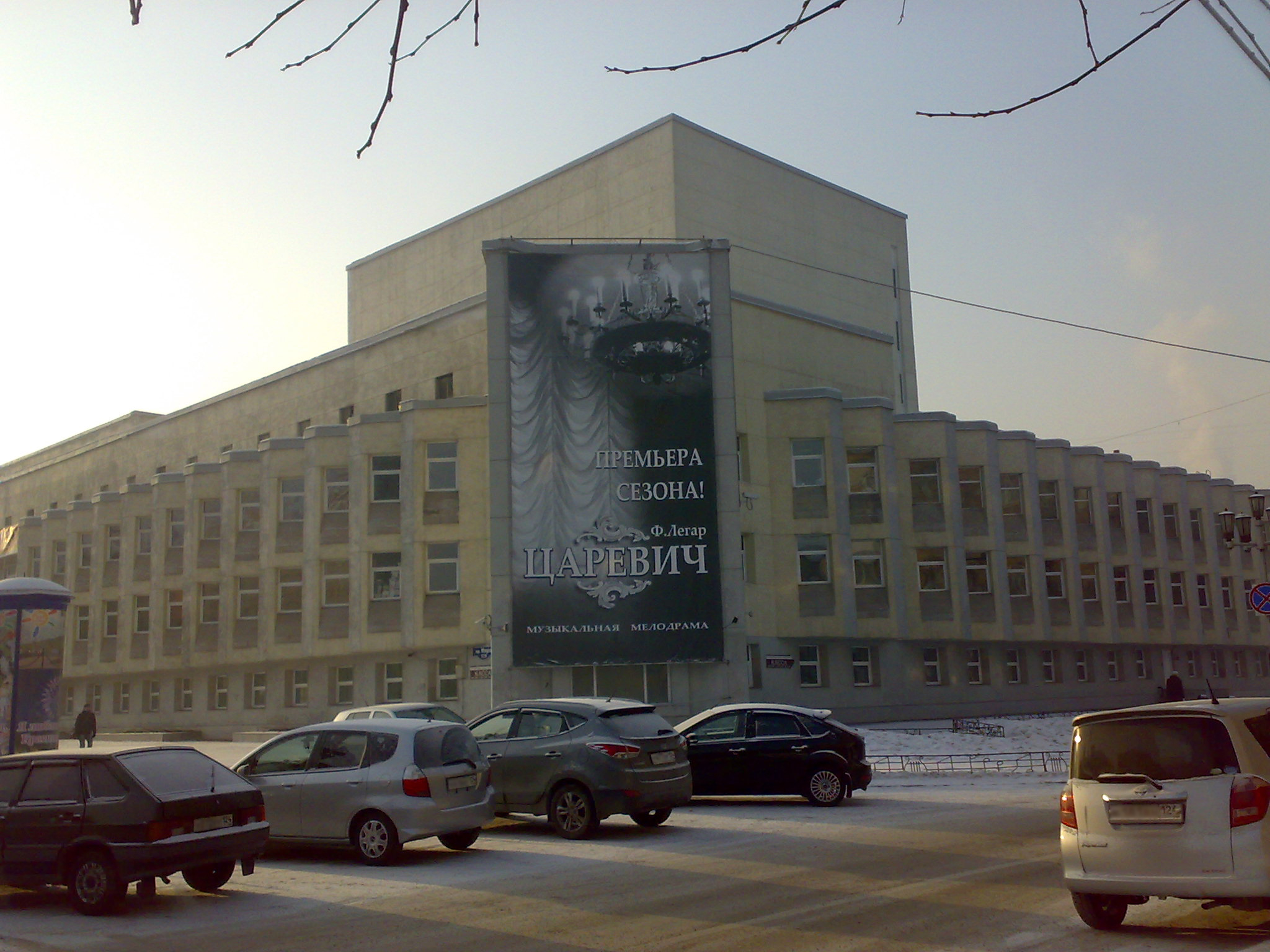
Красноярский музыкальный театр

В 1920 году театр получил новое название — первый советский театр, объединивший три коллектива: драматический, оперно-опереточный и оркестр.
В конце 1924 года на базе любительского коллектива П. И. Словцова создана оперная труппа под названием «Трудовой оперный коллектив» в составе ста человек.

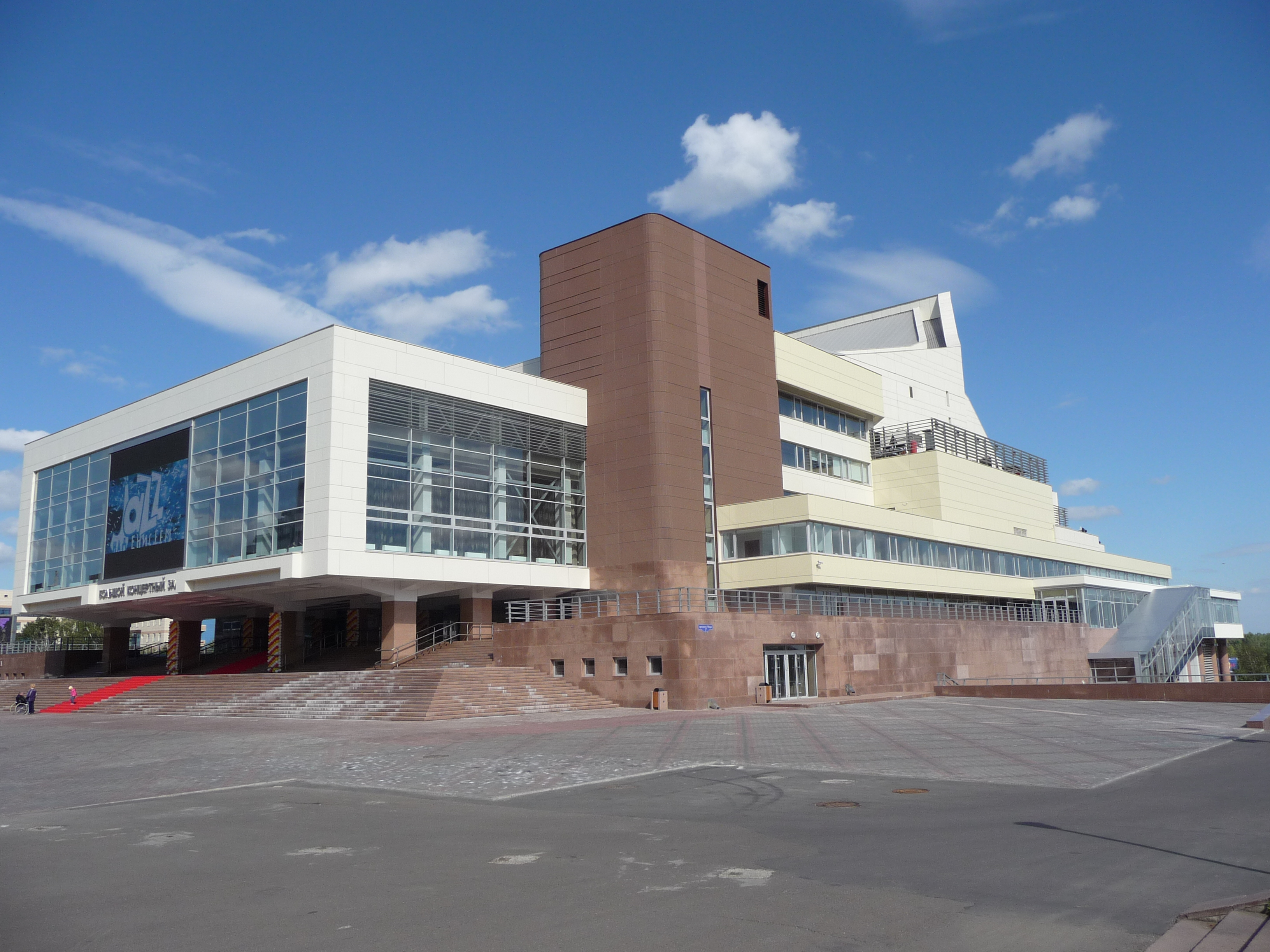
Красноярская краевая филармония

В 1930 году была предпринята первая попытка открытия Красноярского театра музыкальной комедии. Просуществовав два сезона, в 1932 году театр закрылся.
После образования в 1934 году Красноярского края театр с 1935 года стал называться Красноярский краевой драматический театр им. А. С. Пушкина.

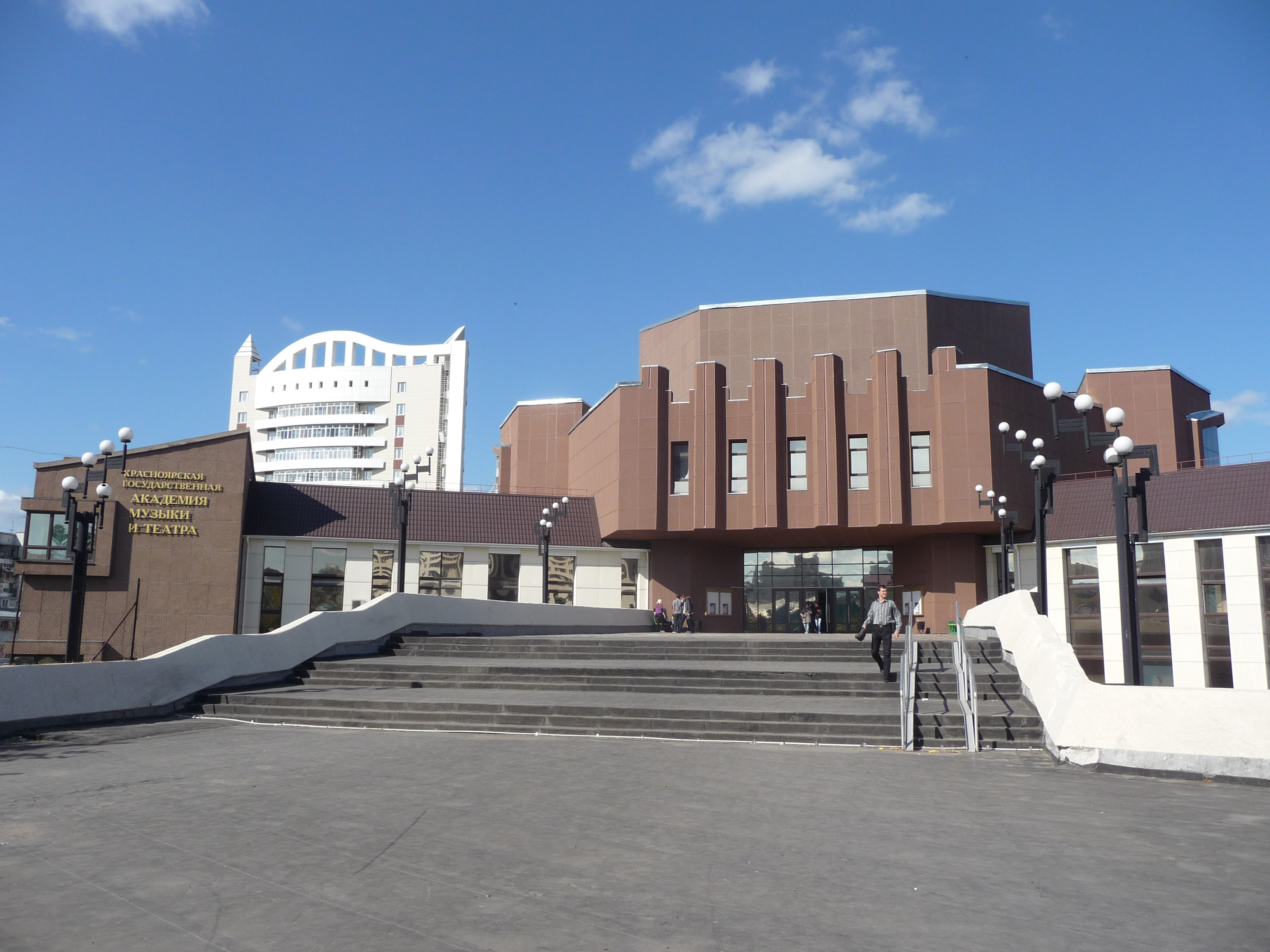
Сибирский государственный институт искусств

В 1939 году был открыт Красноярский краевой театр кукол.
Во время войны в Красноярске на сцене драматического театра им. А. С. Пушкина работали эвакуированные труппы Одесского и Днепропетровского театров оперы и балета.

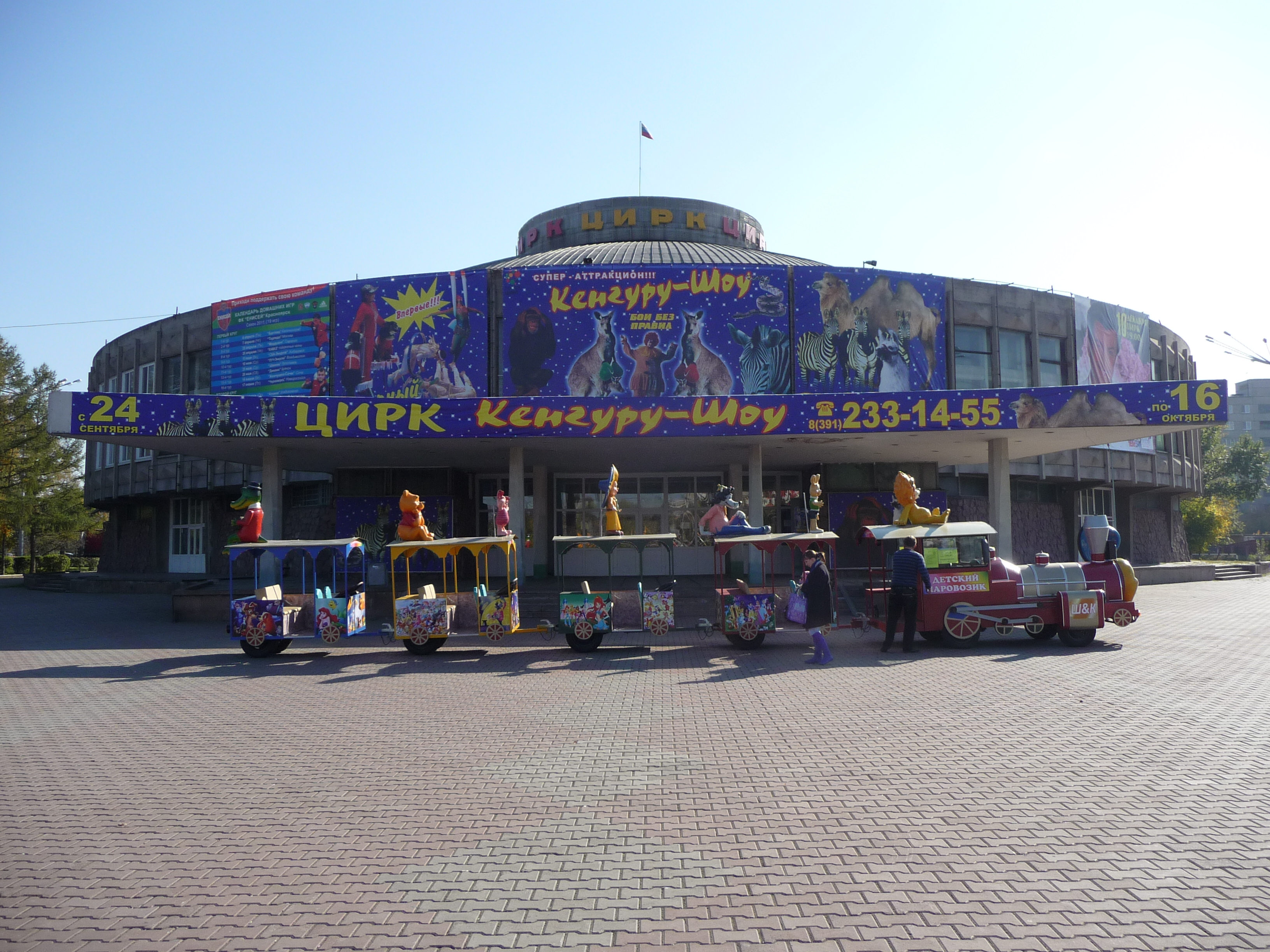
Красноярский государственный цирк

В 1944 году на базе эвакуированного в Сибирь ансамбля оперетты Всесоюзного гастрольно-концертного объединения вновь был организован Красноярский краевой театр музыкальной комедии. В 1950 году театр был закрыт.
В 1959 году состоялось официальное открытие уже третьего в истории города Красноярского театра музыкальной комедии.
Красноярский театр оперы и балета создан на основании решения Совета Министров РСФСР от 30 декабря 1976 года, приказом Министерства культуры РСФСР от 17 января 1977 года.
Театр официально открыт 12 августа 1978 года.
В июне 2008 года Красноярский государственный театр музыкальной комедии был реорганизован в Красноярский музыкальный театр.
| №  | Название                                                                             | Адрес                                                     | Год основания | Официальный сайт                                                           |
| -- | ------------------------------------------------------------------------------------ | --------------------------------------------------------- | ------------- | -------------------------------------------------------------------------- |
| 1  | Красноярский государственный театр оперы и балета имени Д. А. Хворостовского         | Красноярск, ул. Перенсона, 2                              | 1976          | http://krasopera.ru/ -                                                     |
| 2  | Красноярский драматический театр имени А. С. Пушкина                                 | Красноярск, пр-т Мира, 71                                 | 1873          | https://sibdrama.ru/                                                       |
| 3  | Красноярский музыкальный театр                                                       | Красноярск, пр-т Мира, 129                                | 1959          | http://www.muztk.ru/about/ (недоступная+ссылка)                            |
| 4  | Красноярский государственный театр юного зрителя                                     | Красноярск, ул. Академика Вавилова, 25                    | 1964          | http://www.ktyz.ru/                                                        |
| 5  | Красноярский краевой театр кукол                                                     | Красноярск, ул. Ленина, 119                               | 1938          | https://teatrkukol24.ru                                                    |
| 6  | Красноярская краевая филармония                                                      | Красноярск, площадь Мира, 2 «Б»                           | 1953          | http://www.krasfil.ru/                                                     |
| 7  | Учебный театр театрального факультета Сибирского государственного института искусств | Красноярск, ул. Ленина, 22                                | 1977          | https://web.archive.org/web/20100907015925/http://www.kgamit.ru/           |
| 8  | Красноярский государственный цирк                                                    | Красноярск, пр-т им. газ. «Красноярский рабочий», 143 «А» | 1918/1971     | http://www.krascirk.ru/ Архивная копия от 25 марта 2020 на Wayback Machine |
| 9  | Дом актёра                                                                           | Красноярск, ул. Бограда, 26                               | -             |                                                                            |
| 10 | Отдельный театр Андрея Пашнина                                                       | Красноярск, ул. Ленина, 119                               | 2000          |                                                                            |
| 11 | Театр эстрадных миниатюр «Балаган»                                                   | Красноярск, улица Судостроительная, 74                    | -             | http://www.teatr-balagan.narod2.ru                                         |
| 12 | Театр «За белой стеной»                                                              | Красноярск, ул. Павлова, 21                               | 2014          | http://www.zastenoy.com                                                    |